# Oberamtshaus (Saarbrücken)

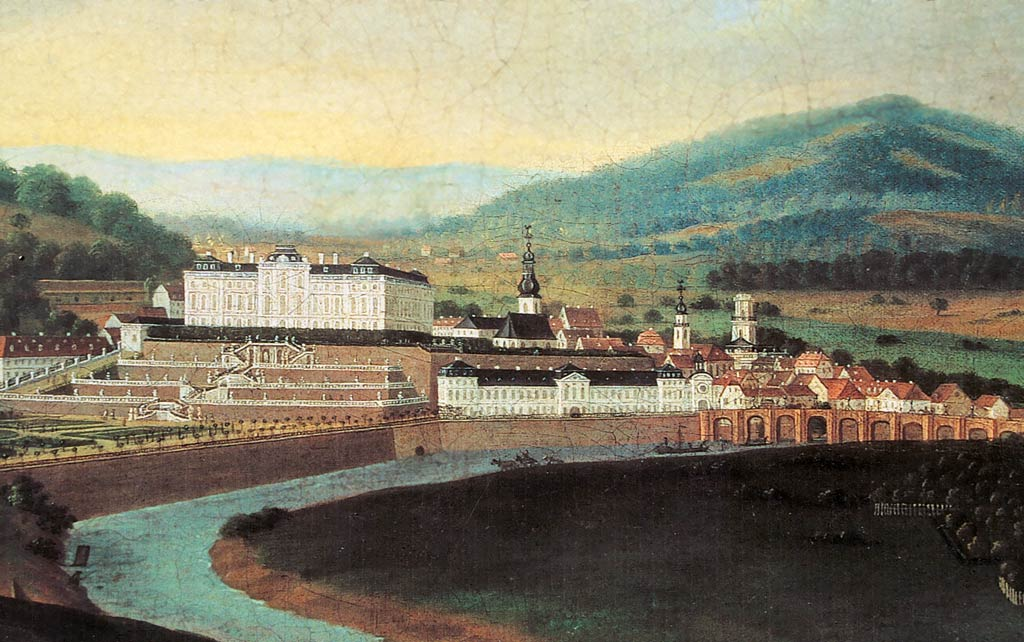
Ansicht von Schloss und Stadt Saarbrücken um 1770

Das Oberamtshaus war ein historisch bedeutendes barockes Baudenkmal aus dem Jahre 1762 im Saarbrücker Stadtteil Alt-Saarbrücken.

## Geschichte
Erbaut wurde es um 1762 unter dem Architekten Friedrich Joachim Stengel. Es befand sich vor der Schlossmauer, in unmittelbarer Nähe zur Alten Brücke. Gemeinsam mit dem oberhalb auf dem Schlossfelsen befindlichen Schloss bildete das Oberamtshaus eine bedeutende barocke Sichtachse der Stadt und symbolisierte die Einheit zwischen Herrschaft (Schloss) und Verwaltung (Oberamtshaus auf Stadtebene) im absolutistischen Staat. Der direkt an die Brücke angrenzende Teil wurde als Palais Günderode bekannt, benannt nach Hieronymus Maximilian von Günderode (Kammerpräsident von 1730–1777 unter Fürst Wilhelm Heinrich von Nassau-Saarbrücken). Hier hielt sich Johann Wolfgang von Goethe im Juni 1770 während seines dreitägigen Aufenthaltes in Saarbrücken auf. Das Palais Günderode wurde bereits 1897 abgerissen, um Platz für die Straßenbahn über die Alte Brücke zu schaffen.
Nach Beschädigungen der verbliebenen Anteile im Zweiten Weltkrieg in vereinfachter Form wiederhergestellt, wurde das Oberamtshaus jedoch in den 1960er Jahren im Zuge des Baus der Stadtautobahn (A620) und der Franz-Josef-Röder-Straße abgerissen.